# Université des Andes (Venezuela)
Pour les articles homonymes, voir Université des Andes.
 (octobre 2012).
 (décembre 2014).
Le contenu est difficilement compréhensible vu les erreurs de traduction, qui sont peut-être dues à l'utilisation d'un logiciel de traduction automatique.
L'université des Andes (Universidad de los Andes, ULA) est une université publique et autonome qui se trouve dans les Andes vénézuéliennes. Son siège principal et son rectorat sont dans la ville de Mérida. Elle a été fondée par le clergé, comme maison des études le 29 mars 1785, élevée ensuite au rang de séminaire, et enfin reconnue comme université le 21 septembre 1810, par un décret de la Commission gouvernementale de la province de la Couronne espagnole.
C'est l'une des principales universités du Venezuela par son nombre d'étudiants, par son niveau académique et par ses contributions à la recherche, à l'étude et développement des sciences. L'université a pour but de former au professionnalisme nécessaire pour le développement et le progrès du Venezuela.
L'université compte 11 universités reparties dans le siège central de Mérida, dans le siège détaché de Tovar et dans les noyaux universitaires décentrés dans les villes de San Cristobal, Trujillo et El Vigía.
Selon une étude récente bibliométrique du Conseil Supérieur de Recherche Scientifique espagnole, l'ULA se place dans les premières positions parmi les meilleures universités au niveau national et à la 27e place en Amérique latine.

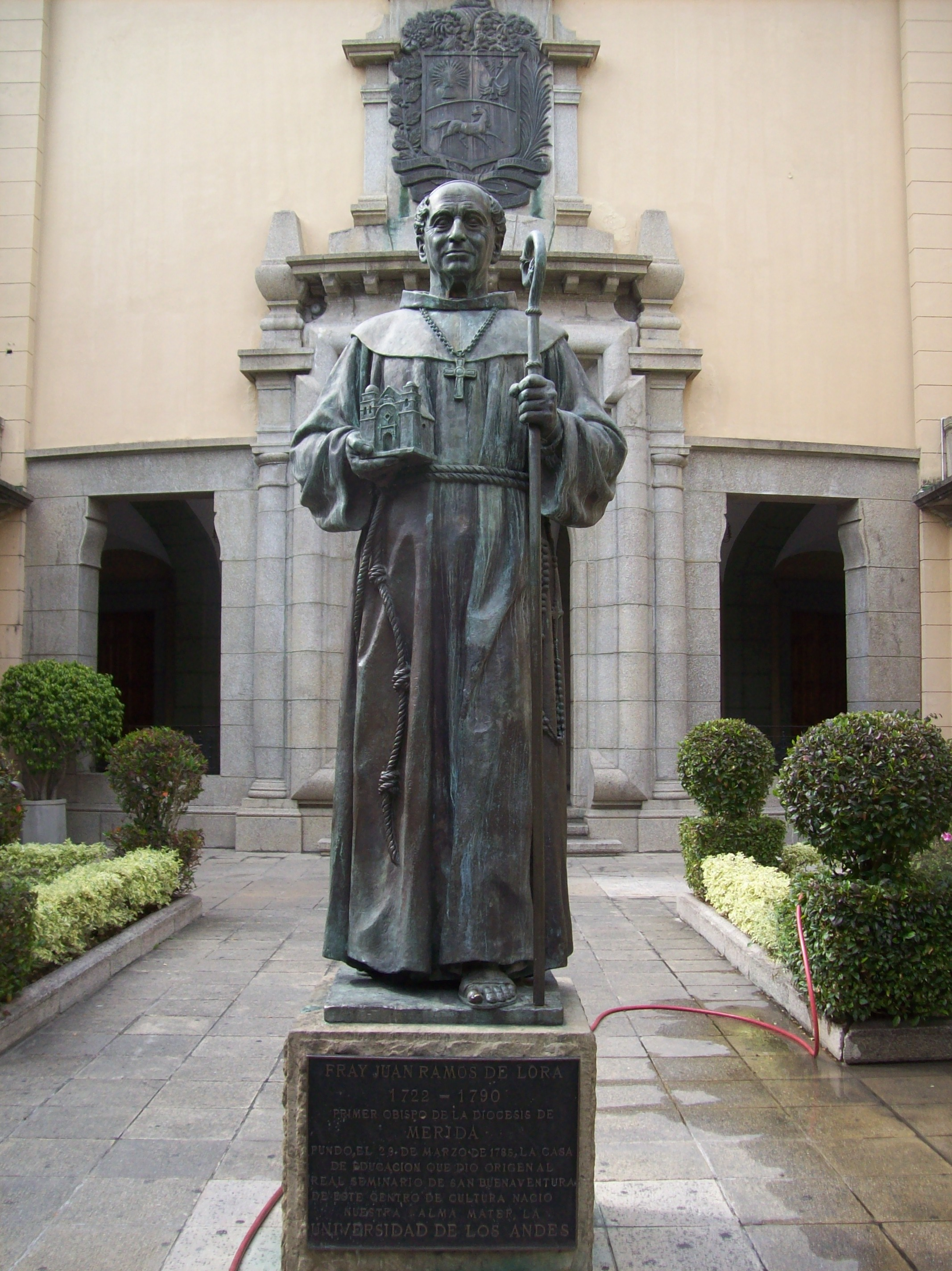
Plaza del Rectorado, Statue de Frère Juan Ramos de Lora, fondateur de l'université

## Histoire
En 1785, le Collège Séminaire Royal de San Buenaventura de Mérida a été fondé par l'évêque de Merida, Frère Juan Ramos de Lora. Sa création a été officialisée le 9 juin du même année, quand le roi Charles III d'Espagne a reconnu la fondation faite par le Monseigneur[Qui ?]. Signé en document ou le certificat nommé pour l'époque, le 18 juin 1806 et après le 6 septembre 1807, dû au disguido du document de la date antérieure, il donna au séminaire de San Buenaventura, le pouvoir d'accorder les différents degrés en philosophie, théologie et canons.

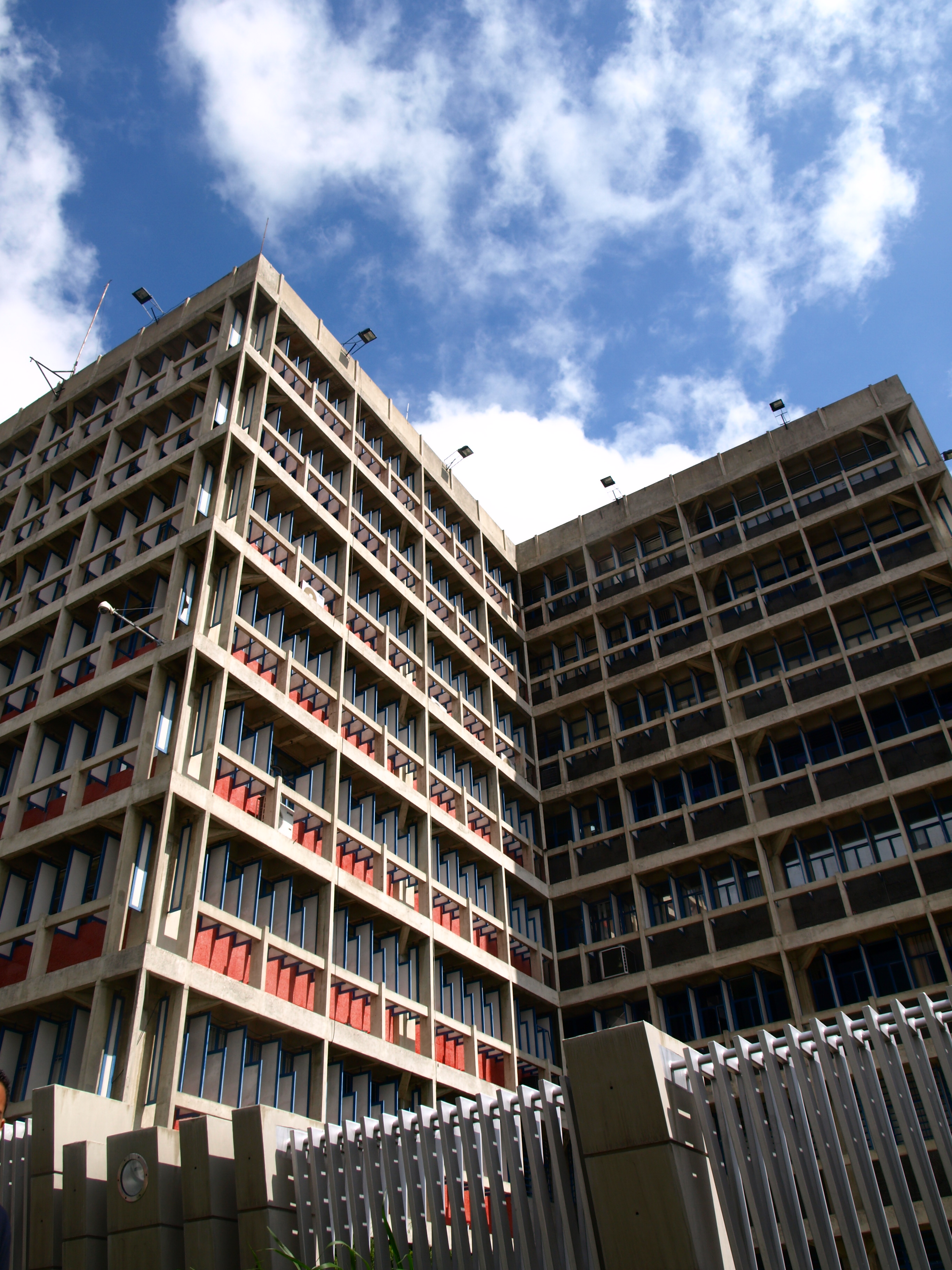
Siège central des bureaux administratifs de l'université des Andes

Ensuite, pour s'enfoncer dans l'histoire, le 21 septembre 1810, pour Décret rapide pour la commission Gouvernementale de Province, se fonde la première Université Républicaine de l'Amérique dessous latin le nom de Réelle Université de Saint Buenaventura de Mérida de los Caballeros, en accordant ainsi au Séminaire la grâce d'Université avec tous les privilèges de l'université Centrale du Venezuela à Caracas et avec l'université concernant les diplômes en "Philosophie, Médicament, Droit Civil et Canonique et en Théologie." Le décret qu'il fut confirmé par Simón Bolívar après en 1813.
Jusqu'à 1832, ce fut une institution de caractère ecclésiastique, en commençant sa sécularisation présidé par décret du Gouvernement National à ce temps pour le Général José Antonio Páez, pour après se transformer dans une institution publique, et adopter le nom qui a maintenu jusqu'à la l'actualité, sauf dans une période entre 1904 et 1905 en lequel le fut désigné avec ce d'université Occidentale.
L'université des Andes est la seconde université dans l'ordre chronologique au Venezuela, ce qui la transforme en une des plus importantes de l'histoire de ce pays. Entre son université la plus ancienne il est celle de Droit dont degré premier se donna en 1808, mais il se compose dans l'archives Universitaire qui dictait déjà classe de Droit Civil Romain pour 1798. Université comme Médicament inaugurés en 1805 et Pharmacie en 1807 furent université qu'ils rouvrirent 1928 à tout à l'heure d'être fermée pour le Gouvernement du Général Cipriano Castro en 1906. Ensuite en 1843, il commence le Bureau d'Ingénierie Civile, 1939 fut organisé comme université d'Odontologie l'ancienne École de Dentistería, en 1948 l'école d'Ingénierie Forestière s'ouvre, en 1950 l'École de Bioanálisis, assistant à l'Université de Pharmacie; déjà à la fin de la décade de 50 il croie en 1955 l'École de Lettres, l'École d'Histoire et l'École d'Humaniste qu'il passe à être université avec en 1958 la création de l'Université d'Économie. En 1961 il se croie Architecture et plus tard en 1963 l'École d'Ingénierie Électrique; en 1967 l'Université Expérimentale de Sciences, l'École d'Infirmerie et le Noyau du Táchira. En 1971 on fonda l'École d'ingénierie mécanique, chimie et de systèmes, déjà en 1972 le Noyau de Trujillo et l'École de Nutrition et Diététique. Et finalement en le 2007, à l'unanimité de votes le Conseil Universitaire, est décidé la création du Noyau d'El Vigía.
L'université des Andes siège actuellement en trois états du Venezuela en donnant études dans les zones de Sciences Fondamentales, Ingénierie, Architecture et Technologie, Sciences de l'aigre et de la Mer, Sciences de la Santé, Sciences de l'éducation, Sciences Sociales, Humaniste, Lettres et Arts.
Elle a des accords avec les principales maisons des études au niveau international, tels que l'université de Cambridge, Oxford, Salamanque, Princeton, l'Équipe Autonome du Mexique, Pontificale Université Javeriana de la Colombie, Université de Pamplona également en Colombie, Harvard, Université Charles III de Madrid, des universités françaises et l'université de Téhéran.

## Composition
L'université des Andes est distribuée dans les trois principaux états andins vénézuéliens : Mérida, Táchira et Trujillo, en ayant son siège principal et rectorat dans la ville de Merida. L'institution est composée pour 11 universités reparties dans la ville de Mérida, trois noyaux additionnels dans les villes de San Cristobal, Trujillo et El Vigía et une étendue universitaire dans la ville de Tovar.
L'université s'organise en noyaux physiquement et à son tour ceux-ci en ensembles universitaires, cependant, universités existent que ne pas partie d'aucun ensemble, mais sont isolez aux autres facultés.

## Facultés
L'université des Andes est complétée pour onze facultés, chacun d'elles est constituée pour Écoles et Départements, et pour les courses de sa zone spécifique. Les universités sont autonomes, ils comptent sur une autorité universitaire premier qui est le Doyen, au-delà aux directeurs de chaque école ou département que l'intégraux.
Les facultés et écoles de l'université des Andes sont :
| Faculté d'Architecture et Design - École d'Architecture - École de Design Industriel Faculté d'art - École d'Arts Scéniques - École d'Arts Visuels et Design Graphique - École d'Animation - École de Musique Faculté de Sciences - Département de Biologie - Département de Physique - Département de Mathématiques - Département de Chimie Faculté de Sciences Économiques et Sociales - École d'Administration d'Entreprises - École de Comptabilité Publique - École d'Économie - École de Statistique | Faculté de Sciences Forestières et Ambiantes - École Technicien Supérieur Forestier, ancienne École de Certificat d'aptitude Forestier) - École de Géographie et Ressources Renouvelables - École d'Ingénierie Forestière Faculté de Sciences Juridiques et Politiques - École de Sciences Politiques - École de Criminologie - École de Droit Faculté de Pharmacie et Bioanalisi - École de Bioanalisi - École de Pharmacie Faculté d'Humaniste et Éducation - École d'Éducation - École d'Histoire - École de Langues Modernes - École de Lettres - École de Demi Audiovisuels | Faculté d'Ingénierie - École Fondamentale - École d'Ingénierie Civile - École d'Ingénierie Électrique - École d'Ingénierie Géologique - École d'Ingénierie Mécanique - École d'Ingénierie Chimique - École d'Ingénierie de Systèmes Faculté de médecine - École d'infirmerie - École de médécine - École de nutrition et diététique - École du Technique Supérieur Universitaire en Statistique et Inspection de Santé Publique, malgré il n'est pas école, ce sont un Département de Médicament Préventif et social) Faculté d'Odontologie - École d'Odontologie |

## Recteurs ou autorités universitaires
| - Frère Juan Ramos de Lora (1782-1790) - Ciriaco Piñeyro (1855-1858) | - Pedro Juan Arellano (1858-1862) - Víctor Manuel Pérez Perozo (1936-1937) | - Manuel Antonio Pulido Méndez (1937-1941) - Mario Bonucci Rossini (2008-2012*) |